# Pygopteryx cinnamomina
Pygopteryx cinnamomina är en fjärilsart som beskrevs av Max Wilhelm Karl Draudt 1950. Pygopteryx cinnamomina ingår i släktet Pygopteryx och familjen nattflyn. Inga underarter finns listade.